# San Andrés Cholula
San Andrés Cholula est une localité mexicaine située dans l'état de Puebla. Il est chef-lieu de la commune du même nom.

## Démographie
| Recensement | Population |
| ----------- | ---------- |
| 1900        | 1 480      |
| 1910        | 1 528      |
| 1921        | 1 893      |
| 1930        | 1 941      |
| 1940        | 1 884      |
| 1950        | 2 596      |
| 1960        | 3 030      |
| 1970        | 4 001      |
| 1980        | 5 912      |
| 1990        | 18 259     |
| 1995        | 24 060     |
| 2000        | 29 251     |
| 2005        | 35 206     |
| 2010        | 39 964     |
| 2020        | 46 996     |

## Quartiers
(juillet 2025).
Le contenu est difficilement compréhensible vu les erreurs de traduction, qui sont peut-être dues à l'utilisation d'un logiciel de traduction automatique.
La localité de San Andrés Cholula est le chef-lieu de la Commune de San Andrés Cholula. Il est intégré par huit quartiers. En étant huit quartiers les delimitados en San Andrés, sont huit les temples levés, un pour chaque quartier
- San Juan Aquiahuac
- San Miguel Xochimehuacan
- San Andresito
- Sainte María Cuaco
- Saint Pierre Colomochco
- Saint Enfant Macuila
- La Santísima
- Santiago Xicotenco